# تضمين غني بالكالسيوم والألومنيوم

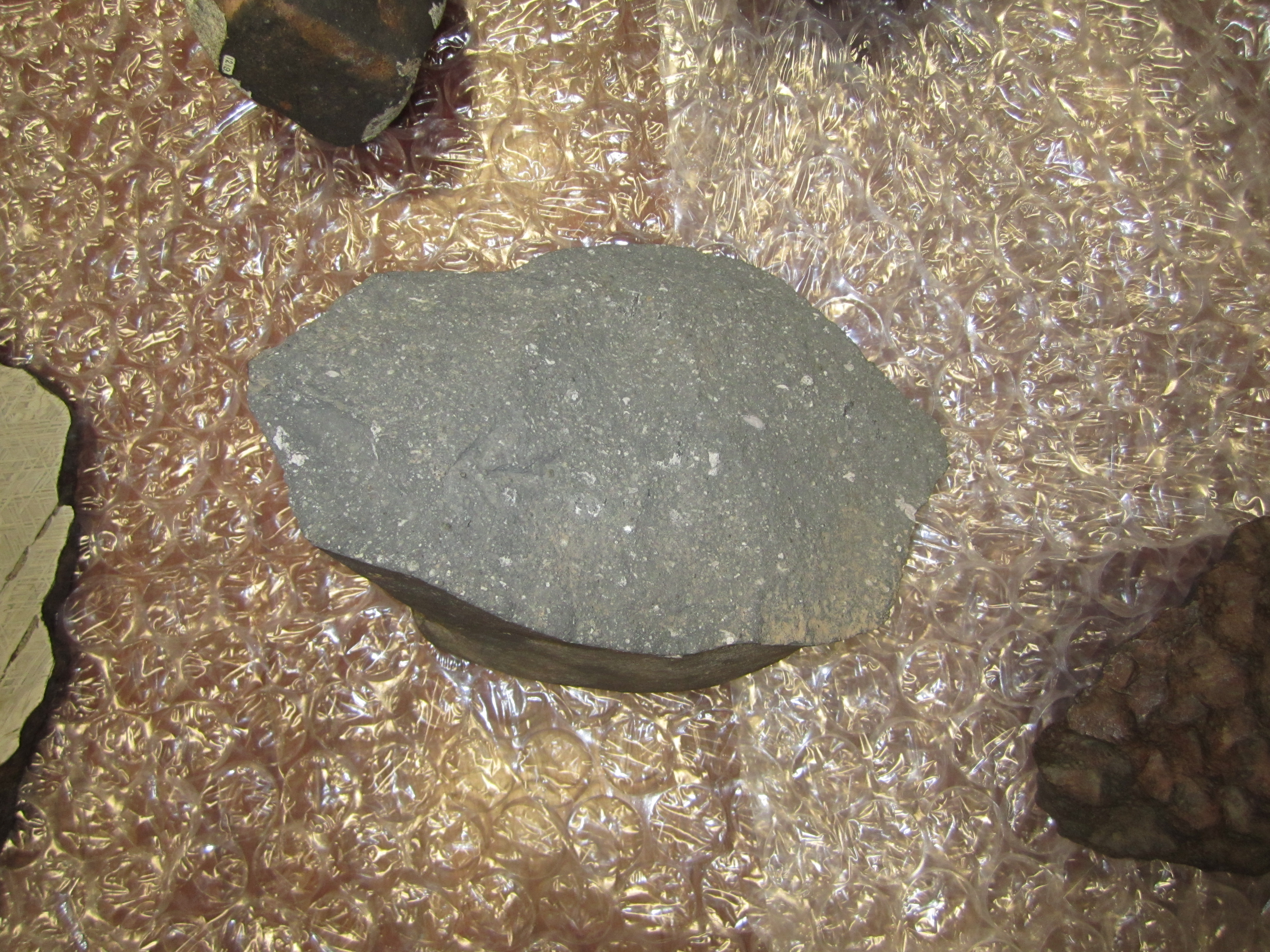
حجر نيزكي من الكوندريت مع وجود تضمينات غنية بالكالسيوم والألومنيوم على هيئة بقع بيضاء.

التضمينات الغنية بالكالسيوم والألومنيوم هي تضمينات أبعادها تتراوح دون الميليمتر إلى السنتيمتر ذات لون فاتح وذات تركيب غني بعنصري الكالسيوم والألومنيوم داخل الأحجار النيزكية من الكوندريت.
يمكن أن يقدر عمر هذه التضمينات في الحجار النيزكية باستخدام تقنية التأريخ بنظائر رصاص-رصاص، مثلما أجرى لأربعة تضمينات في إحدى الدراسات.